# القفلة (عمران)

تعديل مصدري - تعديل

القفلة هي مدينة ومركز مديرية قفلة عذر بمحافظة عمران اليمنية، بلغ تعداد سكانها 2715 نسمة حسب الإحصاء الذي أجري عام 2004.